# Macropus dorsalis
El walabí de raya negra (Macropus dorsalis) es una especie de marsupial de la familia Macropodidae. Endémica del este de Australia.

## Morfología
Es muy característica la raya negra que corre por la mitad de su espalda.
La altura de la cabeza y cuerpo está entre 100 cm a 159 cm, teniendo la cola una longitud de 54 a 83 cm. Como otros miembros de la Macropodidae, la longitud de la cola es una adaptación que les permite equilibrar tanto cuando se mueve y sentado. Las patas traseras también tienden a ser más grandes y más fuertes que las patas delanteras, lo que permite a estos animales a utilizar un movimiento de salto para el movimiento. Los machos adultos tienden a ser tres veces más grandes que las hembras adultas.
Su peso promedio es de unos 50 kg.

## Hábitat y ecología
Se encuentra preferentemente en zonas boscosas, con sotobosque de arbusto denso. En la zona norte de su área de distribución se le encuentra en pastizales y matorrales secos adyacentes a los cultivos de vid.
Es gregario y forma grupo de alrededor de 20 animales.
El periodo de gestación de la especie es de sólo 33 a 36 días, permaneciendo después en el interior de la bolsa alrededor de 200 días.